# Championnat du monde de badminton par équipes mixtes 2007
Navigation
Pékin 2005 Canton 2009
La Sudirman Cup 2007 est la 10e édition de cette compétition, appelée également Championnat du monde de badminton par équipes mixtes.
La compétition s'est déroulée du 11 au 17 juin 2007 à Glasgow en Écosse.
La Chine a remporté l'épreuve pour la 6e fois et pour la 2e fois de suite, en battant l'Indonésie en finale sur le score de 3 à 0.

## Localisation
La compétition s'est déroulée dans la Scotstoun International Sports Arena de Glasgow.

## Nations engagées
48 équipes ont participé à la compétition (après le retrait de la Mongolie) :
- 31 de l'Union Européenne de badminton (EBU)
- 11 de la Confédération asiatique de badminton
- 3 de la Confédération panaméricaine de badminton
- 2 de la Confédération de badminton d'Océanie
- 1 de la Confédération africaine de badminton

Les équipes sont classées en groupes en fonction de leur niveau. Seules les équipes du groupe 1 peuvent jouer le titre. Les équipes des autres groupes jouent pour accéder au groupe supérieur.
Chaque groupe est divisé en deux sous-groupes (A et B) de 4 équipes chacun. Dans chaque sous-groupe, les équipes jouent les unes contre les autres. Ensuite, au sein de chaque groupe (sauf le groupe 1), des matches de classement ont lieu entre les 1ers, 2es, 3es et 4es des sous-groupes A et B.
Le premier de chaque groupe accède au niveau supérieur tandis que le dernier est relégué.

## Groupe 1

### Groupe A
| Equipe     | Pts | J | G | P |
| ---------- | --- | - | - | - |
| Chine      | 6   | 3 | 3 | 0 |
| Angleterre | 5   | 3 | 2 | 1 |
| Malaisie   | 4   | 3 | 1 | 2 |
| Thaïlande  | 3   | 3 | 0 | 3 |

| 11 juin 2007 |     |            |
| Chine        | 5–0 | Thaïlande  |
| Malaisie     | 2–3 | Angleterre |
| 12 juin 2007 |     |            |
| Chine        | 5–0 | Angleterre |
| Malaisie     | 3–2 | Thaïlande  |
| 14 juin 2007 |     |            |
| Chine        | 4–1 | Malaisie   |
| Angleterre   | 4–1 | Thaïlande  |

### Groupe B
| Equipe       | Pts | J | G | P |
| ------------ | --- | - | - | - |
| Indonésie    | 5   | 3 | 2 | 1 |
| Corée du Sud | 5   | 3 | 2 | 1 |
| Danemark     | 5   | 3 | 2 | 1 |
| Hong Kong    | 3   | 3 | 0 | 3 |

| 11 juin 2007 |     |              |
| Danemark     | 3–2 | Hong Kong    |
| Corée du Sud | 3–2 | Indonésie    |
| 12 juin 2007 |     |              |
| Danemark     | 1–4 | Indonésie    |
| Corée du Sud | 4–1 | Hong Kong    |
| 13 juin 2007 |     |              |
| Indonésie    | 4–1 | Hong Kong    |
| Danemark     | 3–2 | Corée du Sud |

### Matches de classement
| 15 juin 2007 | Malaisie  | 2–3 | Danemark  | 5e place |
|              | Thaïlande | 2–3 | Hong Kong | 7e place |

### Grande finale
Le 1er et le 2e de chaque groupe (A et B) se rencontrent en demi-finales croisées pour le titre.
Demi-finales
| 16 juin 2007 | Chine      | 3–0 | Corée du Sud |
|              | Angleterre | 2–3 | Indonésie    |

Finale
| 17 juin 2007 | Chine | 3–0 | Indonésie |

## Groupe 2

### Groupe A
| Equipe         | Pts | J | G | P |
| -------------- | --- | - | - | - |
| Singapour      | 6   | 3 | 3 | 0 |
| Taïpei chinois | 5   | 3 | 2 | 1 |
| Allemagne      | 4   | 3 | 1 | 2 |
| Suède          | 3   | 3 | 0 | 3 |

| 11 juin 2007   |     |                |
| Singapour      | 5–0 | Suède          |
| Allemagne      | 1–4 | Taïpei chinois |
| 13 juin 2007   |     |                |
| Singapour      | 3–2 | Taïpei chinois |
| Allemagne      | 4–1 | Suède          |
| 14 juin 2007   |     |                |
| Singapour      | 4–1 | Allemagne      |
| Taïpei chinois | 5–0 | Suède          |

### Groupe B
| Equipe   | Pts | J | G | P |
| -------- | --- | - | - | - |
| Japon    | 6   | 3 | 3 | 0 |
| Pologne  | 5   | 3 | 2 | 1 |
| Pays-Bas | 4   | 3 | 1 | 2 |
| Russie   | 3   | 3 | 0 | 3 |

| 11 juin 2007 |     |          |
| Japon        | 4–1 | Pays-Bas |
| Pologne      | 4–1 | Russie   |
| 13 juin 2007 |     |          |
| Japon        | 4–1 | Russie   |
| Pologne      | 3–2 | Pays-Bas |
| 14 juin 2007 |     |          |
| Russie       | 2–3 | Pays-Bas |
| Japon        | 3–2 | Pologne  |

### Matches de classement
| 15 juin 2007 | Singapour      | 2–3 | Japon    | 9e place  |
|              | Taïpei chinois | 1–3 | Pologne  | 11e place |
|              | Allemagne      | 3–0 | Pays-Bas | 13e place |
|              | Suède          | 1–3 | Russie   | 15e place |

## Groupe 3

### Groupe A
| Equipe     | Pts | J | G | P |
| ---------- | --- | - | - | - |
| France     | 6   | 3 | 3 | 0 |
| États-Unis | 4   | 3 | 1 | 2 |
| Canada     | 4   | 3 | 1 | 2 |
| Ukraine    | 4   | 3 | 1 | 2 |

| 11 juin 2007 |     |            |
| France       | 5–0 | Ukraine    |
| Canada       | 1–4 | États-Unis |
| 12 juin 2007 |     |            |
| France       | 5–0 | États-Unis |
| Canada       | 3–2 | Ukraine    |
| 14 juin 2007 |     |            |
| France       | 4–1 | Canada     |
| États-Unis   | 2–3 | Ukraine    |

### Groupe B
| Equipe           | Pts | J | G | P |
| ---------------- | --- | - | - | - |
| Inde             | 6   | 3 | 3 | 0 |
| Écosse           | 5   | 3 | 2 | 1 |
| Nouvelle-Zélande | 4   | 3 | 1 | 2 |
| Finlande         | 3   | 3 | 0 | 3 |

| 11 juin 2007     |     |                  |
| Écosse           | 4–1 | Nouvelle-Zélande |
| Inde             | 4–1 | Finlande         |
| 12 juin 2007     |     |                  |
| Écosse           | 4–1 | Finlande         |
| Inde             | 5–0 | Nouvelle-Zélande |
| 14 juin 2007     |     |                  |
| Inde             | 4–1 | Écosse           |
| Nouvelle-Zélande | 3–2 | Finlande         |

### Matches de classement
| 15 juin 2007 | France     | 3–0 | Inde             | 17e place |
|              | États-Unis | 0–3 | Écosse           | 19e place |
|              | Canada     | 1–3 | Nouvelle-Zélande | 21e place |
|              | Ukraine    | 1–3 | Finlande         | 23e place |

## Groupe 4

### Groupe A
| Equipe         | Pts | J | G | P |
| -------------- | --- | - | - | - |
| Australie      | 6   | 3 | 3 | 0 |
| Italie         | 5   | 3 | 2 | 1 |
| Pays de Galles | 4   | 3 | 1 | 2 |
| Espagne        | 3   | 3 | 0 | 3 |

| 11 juin 2007 |     |                |
| Australie    | 3–2 | Pays de Galles |
| Espagne      | 2–3 | Italie         |
| 12 juin 2007 |     |                |
| Australie    | 3–2 | Italie         |
| Espagne      | 1–4 | Pays de Galles |
| 13 juin 2007 |     |                |
| Australie    | 5–0 | Espagne        |
| Italie       | 3–2 | Pays de Galles |

### Groupe B
| Equipe   | Pts | J | G | P |
| -------- | --- | - | - | - |
| Tchéquie | 6   | 3 | 3 | 0 |
| Bulgarie | 5   | 3 | 2 | 1 |
| Suisse   | 4   | 3 | 1 | 2 |
| Estonie  | 3   | 3 | 0 | 3 |

| 11 juin 2007 |     |          |
| Bulgarie     | 4–1 | Estonie  |
| Tchéquie     | 3–2 | Suisse   |
| 12 juin 2007 |     |          |
| Tchéquie     | 3–2 | Estonie  |
| Bulgarie     | 5–0 | Suisse   |
| 13 juin 2007 |     |          |
| Bulgarie     | 1–4 | Tchéquie |
| Suisse       | 3–2 | Estonie  |

### Matches de classement
| 14 juin 2007 | Australie      | 2–3 | Tchéquie | 25e place |
|              | Italie         | 3–1 | Bulgarie | 27e place |
|              | Pays de Galles | 2–3 | Suisse   | 29e place |
|              | Espagne        | 0–3 | Estonie  | 31e place |

## Groupe 5

### Groupe A
| Equipe         | Pts | J | G | P |
| -------------- | --- | - | - | - |
| Lituanie       | 6   | 3 | 3 | 0 |
| Slovénie       | 5   | 3 | 2 | 1 |
| Afrique du Sud | 4   | 3 | 1 | 2 |
| Luxembourg     | 3   | 3 | 0 | 3 |

| 11 juin 2007   |     |                |
| Slovénie       | 5–0 | Luxembourg     |
| Lituanie       | 3–2 | Afrique du Sud |
| 12 juin 2007   |     |                |
| Slovénie       | 3–2 | Afrique du Sud |
| Lituanie       | 5–0 | Luxembourg     |
| 13 juin 2007   |     |                |
| Afrique du Sud | 3–2 | Luxembourg     |
| Slovénie       | 1–4 | Lituanie       |

### Groupe B
| Equipe    | Pts | J | G | P |
| --------- | --- | - | - | - |
| Irlande   | 6   | 3 | 3 | 0 |
| Sri Lanka | 5   | 3 | 2 | 1 |
| Pérou     | 4   | 3 | 1 | 2 |
| Norvège   | 3   | 3 | 0 | 3 |

| 11 juin 2007 |     |           |
| Irlande      | 4–1 | Norvège   |
| Pérou        | 2–3 | Sri Lanka |
| 12 juin 2007 |     |           |
| Irlande      | 3–2 | Sri Lanka |
| Pérou        | 3–2 | Norvège   |
| 13 juin 2007 |     |           |
| Sri Lanka    | 5–0 | Norvège   |
| Irlande      | 3–2 | Pérou     |

### Matches de classement
| 15 juin 2007 | Lituanie       | 1–3 | Irlande   | 33e place |
|              | Slovénie       | 3–1 | Sri Lanka | 35e place |
|              | Afrique du Sud | 3–2 | Pérou     | 37e place |
|              | Luxembourg     | 3–2 | Norvège   | 39e place |

## Groupe 6

### Groupe A
| Equipe    | Pts | J | G | P |
| --------- | --- | - | - | - |
| Portugal  | 6   | 3 | 3 | 0 |
| Slovaquie | 5   | 3 | 2 | 1 |
| Turquie   | 4   | 3 | 1 | 2 |
| Lettonie  | 3   | 3 | 0 | 3 |

| 12 juin 2007 |     |           |
| Portugal     | 4–1 | Lettonie  |
| Slovaquie    | 3–2 | Turquie   |
| 13 juin 2007 |     |           |
| Portugal     | 5–0 | Turquie   |
| Slovaquie    | 4–1 | Lettonie  |
| 14 juin 2007 |     |           |
| Portugal     | 5–0 | Slovaquie |
| Turquie      | 3–2 | Lettonie  |

### Groupe B
| Equipe      | Pts | J | G | P |
| ----------- | --- | - | - | - |
| Belgique    | 6   | 3 | 3 | 0 |
| Biélorussie | 5   | 3 | 2 | 1 |
| Islande     | 4   | 3 | 1 | 2 |
| Chypre      | 3   | 3 | 0 | 3 |

| 12 juin 2007 |     |             |
| Belgique     | 3–2 | Biélorussie |
| Islande      | 4–1 | Chypre      |
| 13 juin 2007 |     |             |
| Belgique     | 5–0 | Chypre      |
| Islande      | 2–3 | Biélorussie |
| 14 juin 2007 |     |             |
| Belgique     | 4–1 | Islande     |
| Chypre       | 1–4 | Biélorussie |

### Matches de classement
| 15 juin 2007 | Portugal  | 3–1 | Belgique    | 41e place |
|              | Slovaquie | 2–3 | Biélorussie | 43e place |
|              | Turquie   | 0–3 | Islande     | 45e place |
|              | Lettonie  | 1–3 | Chypre      | 47e place |
|              |           |     |             |           |

## Classement final
Pays promus dans le groupe supérieur 
       Pays relégués dans le groupe inférieur 
| Groupe 1 | Groupe 1     | Groupe 2 | Groupe 2  | Groupe 3 | Groupe 3         | Groupe 4 | Groupe 4       | Groupe 5 | Groupe 5       | Groupe 6 | Groupe 6    |
| Rang     | Nation       | Rang     | Nation    | Rang     | Nation           | Rang     | Nation         | Rang     | Nation         | Rang     | Nation      |
| 1        | Chine        | 9        | Japon     | 17       | France           | 25       | Tchéquie       | 33       | Irlande        | 41       | Portugal    |
| 2        | Indonésie    | 10       | Singapour | 18       | Inde             | 26       | Australie      | 34       | Lituanie       | 42       | Belgique    |
| 3        | Angleterre   | 11       | Pologne   | 19       | Écosse           | 27       | Italie         | 35       | Slovénie       | 43       | Biélorussie |
| 4        | Corée du Sud | 12       | Taïwan    | 20       | États-Unis       | 28       | Bulgarie       | 36       | Sri Lanka      | 44       | Slovaquie   |
| 5        | Danemark     | 13       | Allemagne | 21       | Nouvelle-Zélande | 29       | Suisse         | 37       | Afrique du Sud | 45       | Islande     |
| 6        | Malaisie     | 14       | Pays-Bas  | 22       | Canada           | 30       | Pays de Galles | 38       | Pérou          | 46       | Turquie     |
| 7        | Hong Kong    | 15       | Russie    | 23       | Finlande         | 31       | Estonie        | 39       | Luxembourg     | 47       | Chypre      |
| 8        | Thaïlande    | 16       | Suède     | 24       | Ukraine          | 32       | Espagne        | 40       | Norvège        | 48       | Lettonie    |